# Ausculta fili
Ausculta fili oder Ausculta filii (lat.: Höre (mein) Sohn) ist eine Päpstliche Bulle von Papst Bonifatius VIII., mit der er am 5. Dezember 1301 König Philipp IV. von Frankreich und die französischen Bischöfe zu einer Synode nach Rom vorlud. Der Papst schlug in dieser Bulle einen väterlichen Ton an und wies auf das „Böse“ hin, welches über Frankreich, seinem Thron und der Kirche gekommen sei. Er lud Philipp zur Buße ein und forderte ihn auf, seinen Weg zu korrigieren.
Der päpstliche Legat hatte im Jahre 1301 dem französischen König die Verletzung von klerikalen Rechten vorgeworfen und verlangte einen Anteil der kirchlichen Steuereinnahmen für die Durchführung eines Kreuzzuges. Philipp IV. wurden weitere Rechtsmissbräuche vorgeworfen, so soll er Bischöfe entlassen haben, neue Bischöfe eingesetzt und kirchliche Gelder zu staatlichen Zwecken verwandt haben. Diese Anschuldigungen führten zur Anklage auf Hochverrat und zur Festnahme des päpstlichen Gesandten. Die Reaktion war diese Bulle, mit der Papst Bonifatius VIII. die Freilassung forderte und eine Einladung nach Rom aussprach.
König Philipp IV. reagierte auf die Bulle, er ließ den päpstlichen Legaten frei und forderte ihn auf, das Land zu verlassen. Das Original der Bulle wurde vernichtet und Pierre Flote schrieb die Fälschung „Deum time“, der Text wurde wesentlich härter und schroffer verfasst, als der Originaltext es war, und der Reichsversammlung am 10. April 1302 in Paris vorgelegt.
An der Synode, die am 30. Oktober 1302 stattfand, nahmen trotz massiver Drohungen und Verbote durch Philipp IV. viele Vertreter des französischen Episkopates teil. Das Ziel der Synode sollte die Klärung des Verhältnisses zwischen geistlicher und weltlicher Gewalt sein. Die Ergebnisse fanden ihren Niederschlag in der daraus folgenden Bulle Unam Sanctam. In ihr wurde der päpstliche Weltherrschaftsanspruch am schärfsten umschrieben.